# Johannes Stadius
Johannes Stadius (Ioannes Stadius, Jan Van Ostaeyen, Jean Stade, Joannes Stadius Leonnouthesius ) (* Loenhout, Antuérpia, 1 de maio de 1527 — Paris, 31 de outubro de 1579), foi um matemático, astrônomo e historiador flamengo.  Foi professor de matemática e de história antiga da Universidade Velha de Lovaina, posto este que foi sucedido por Justus Lipsius (1547-1606).

## Vida

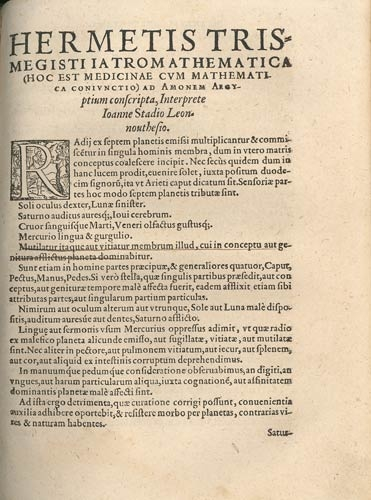
Hermes Trismegisto obra atribuída a Stefano di Giovanni e traduzida para o latim por Johannes Stadius

Nascido Jan van Ostaeyen na pequena cidade de Loenhout (é por isso que algumas vezes Leonnouthesius é anexado ao seu nome em Latim), em Brabante, Stadius passou a sua juventude no Schaliënhuis, na velha Dorpsstraat e uma das mais antigas moradias em Loenhout (que hoje abriga uma taverna e um restaurante).  E é tudo o que sabemos relativamente à sua juventude além de que a sua mãe não era casada com o seu pai.
Depois iniciar a sua educação básica na escola de Latim em Brecht, Stadius estudou matemática, geografia e história na Universidade Velha de Lovaina, onde foi aluno de Gemma Frisius.  Depois de seus estudos em Lovaina, ele se tornou professor (hoogleraar) de matemática, mas em 1554 ele foi para Turim, onde desfrutou o patronato do poderoso Duque de Savóia.
Stadius também trabalhou em Paris, Colônia, e Bruxelas. Em Paris, ele discutiu com o trigonometrista Maurice Bresses de Grenoble, e fez previsões astrológicas para a corte francesa.  Em sua Tabulae Bergenses (1560), Stadius se autodenomina matemático real de Felipe II da Espanha e matemático do Duque de Savóia.

## Efemérides
Durante a sua permanência em Bruxelas, foi publicada a sua primeira obra: Ephemerides novae at auctae, primeiro publicada por Arnold Birckmann de Colônia em 1554.  Uma efeméride (do grego: ephemeros, efêmero, aquilo que passa) era, tradicionalmente, uma tabela fornecendo as posições (formando um Sistema de coordenadas cartesiano, quer em ascensão direta e declinação, quer, para os astrólogos, em longitude ao longo da elíptica zodiacal), do Sol, da Lua, e dos planetas no céu em um determinado momento no tempo; as posições astrológicas normalmente são fornecidas tanto para o meio-dia como para a meia-noite dependendo da efeméride particular que é usada.
Esta obra, que foi lida por Tycho Brahe e Nostradamus, estabeleceu uma relação entre a matemática e a medicina.  Stadius foi estimulado a publicá-la pelo seu antigo professor Gemma Frisius, que em 1555, instigou Stadius a não ter medo de ser acusado de acreditar que a terra não era estacionária ao passo que o sol permanecia parado (como Copérnico pensava), ou de abandonar as medievais Tábuas Alfonsinas em favor de suas próprias observações.  Nesta carta de 1555 de Frisius que foi publicada em várias edições de Ephemerides, o antigo professor de Stadius escreveu que o sistema concebido por Copérnico proporcionou melhor entendimento com relação à distância entre os planetas, bem como certas características do movimento retrógrado.

## Morte e Legado
Em Paris, ele deu adeus à vida e lá foi sepultado.  Em seu epitáfio se lê que ele morreu em 17 de Junho de 1579 e que ele tinha vivido 52 anos e quase dois meses.  É por esse motivo que se supõe que a data de nascimento de Stadius seja por volta de 1 de Maio de 1527.
A cratera lunar Stadius tem esse nome em sua homenagem.

## Obras
- Ephemeris J. Stadii, anni 1554-1557, Venise, 1553-1556 [BL].
- Ephemerides novae et exactae Joannis Stadii, ab anno 1554 ad annum 1570, avec une Epistola de Gemma Frisius et le Hermetis Trismegisti Iatromathematicum traduit par Joannes Stadius, héritiers A. Birckmanni, Cologne, 1556 [BnF] [BL].
- Ephemerides novae et auctae Joannis Stadii, ab anno 1554 ad annum 1561, héritiers A. Birckmanni, Cologne, 1560 [BnF].
- Tabulae Bergenses aequabilis et adparentis motus orbium coelestium, per Joannem Stadium, quae decem canonibus ad omnium seculorum memoriam planetarum et siderum vera loca, ante Christum et retro, cum observationum historiis congruentia suppeditant, item de fixis stellis commentarius, quo perpetua loca illarum demonstrantur, et ortus et occasus earundem ad quodlibet clima, tum ex iisdem calamitatis, sterilitatis, valetudinis anniversariae, et geniturarum praenotiones minime aberrantes, edocentur, héritiers A. Birckmanni, Cologne, 1560 [BnF].
- Publius Annius Florus De gestis Romanorum, historiarum Lib. IIII : et seorsum in eos Commentarius Ioannis Stadii, histori[a]e & matheseos Louanij professoris primi in quo obscura in lucem proferuntur, obmissa, supplentur, inuersa restituuntur, breuiter denique quidquid in Romana historia dignum est obseruatione, annotatur, vnà cum variarum lectionum & castigationum rationibus, Ioannem Gymnicum, Cologne, 1579 [LOC].